# سموگی (استان اشوی‌داشکسیه)
سموگی (به لهستانی: Smugi) یک منطقهٔ مسکونی در لهستان است که در گمینا وویچیخوویتسه واقع شده‌است. سموگی ۶۰ نفر جمعیت دارد.